# Schoos
Schoos (en luxembourgeois : Schous ) est une section de la commune luxembourgeoise de Fischbach située dans le canton de Mersch.